# قميلة حقلية
القميلة الحقلية   أو الجزر الشيطاني الحقلي (الاسم العلمي:Torilis arvensis) هو نوع من النباتات يتبع جنس القميلة من الفصيلة الخيمية.